# ディック・ヘイムズ
ディック・ヘイムズ（Richard Benjamin Haymes、1918年9月13日 - 1980年3月28日）は、アルゼンチン出身の歌手、作曲家、俳優。1940年代から1950年代前半には最も人気のある男性歌手の一人であった。俳優、テレビ司会者、作曲家のボブ・ヘイムズの兄。

## 生い立ち
ヘイムズは1918年アルゼンチンのブエノスアイレスに生まれた。ニューヨークタイムズ紙の追悼記事によれば、「父方はイギリス出身の牧場主、母はアイルランド系でミュージカル歌手だった。世界中を飛び回る両親のもと、フランス、モントリオール、カリフォルニア、スイスで育った」。

## 経歴
17歳の時にロサンゼルスに移り住み、最初はスタントマンや代役俳優として働いた。2年後の1937年にニューヨーク・シティに移り、複数のバンドで歌手を務めた。1940年代にはハリー・ジェイムスのオーケストラで歌った。
1942年9月3日にラジオでフランク・シナトラが、トミー・ドーシーのバンドを去るにあたって後任のヘイムズを紹介した。
1945年にミュージカル映画『ステート・フェア』でジーン・クレイン、ダナ・アンドリュース、ヴィヴィアン・ブレインと共演した。第2次世界大戦中には女性歌手ヘレン・フォレストとのデュエットで「トゥゲザー」や「ロング・アゴー・アンド・ファー・アウェイ」などのヒットを連発、またジュディ・ガーランドと組んで自身がベティ・グレイブルと共演した映画『ショッキング・ミス・ピルグリム』の劇中歌をデッカから発売した。1944年から48年にかけては自身の名を冠したラジオ番組「ディック・ヘイムズ・ショー」を当初NBCのちにCBSで放送した。
デッカからは繰り返し10回以上アンドリューズ・シスターズと組み、ネルソン・リドルの豪華なストリングスを含むオーケストラを従えた1952年の「ヒア・イン・マイ・ハート」などのヒット曲を出した。パッティ・アンドリューズとのデュエットも人気を博し、レコードのほか1949年から50年にかけて司会を担当したラジオ番組『クラブ・フィフティーン』でも歌を披露した。ビング・クロスビーともアンドリューズ・シスターズとともに「ショウほど素敵な商売はない (曲)|ショウほど素敵な商売はない」などのヒット曲を制作している。編曲家ゴードン・ジェンキンズ率いるオーケストラを従えた優しいバラッドも人気が高い。

## 第2次世界大戦と国外退去の危機
非米国籍の親のもとアルゼンチンで生まれたため、ヘイムズは米国市民ではなかった。第2次世界大戦中に徴兵を避けることを目的として、戦争終盤まで中立を保った非交戦国アルゼンチンの市民権を主張した。ハリウッドのコラムニスト、ルエラ・パーソンズやヘッダ・ホッパーはヘイムズの愛国心を疑問視する記事を書いたが、それによってヘイムズの仕事への影響はなかった。徴兵委員会からは高血圧のため4-Fクラスと判定された。徴兵検査の一環でエリス島の病院に短期間入院した際に、高血圧が裏付けられた。
1953年に、当時まだ準州だったハワイに女優のリタ・ヘイワースを訪ねた。8月に米本土に戻ると、兵役を拒否したため米国に居住する資格を失ったとして移民国籍法に基づく国外退去措置のために逮捕された。彼は不服を申し立て、ハワイはアメリカ合衆国の領域の一部であるから出国したことはないという根拠のもと居住資格を主張し、1955年に勝訴した。

## 私生活
後年アルコール中毒に苦しみ、深刻な経済的苦境に陥った。1960年代初めには50万ドルの負債を抱えて破産宣告を受けた。
テレビ番組「特捜隊アダム12」の1974年に放送された回に悪徳医師エルロイ・ガントマンの役で出演した。
母親の国籍に基づいて、晩年はアイルランド市民として過ごした。

### 結婚
ヘイムズは6回結婚している。最初の結婚は1939年のことで、相手のイーディス・ハーパーが妊娠したと言うので結婚したが、実はしていなかったことがわかって破棄した。
他の結婚相手には、映画女優のジョアン・ドルー（1941年 - 1949年）、ノーラ・エディントン（エロール・フリンの元妻）（1949年 - 1953年）、リタ・ヘイワース（1953年 - 1955年）、フラン・ジェフリーズ（1958年 - 1964年）がいる。6人の子供をもうけ、うち3人の母親はジョアン・ドルーで、1人はフラン・ジェフリーズの子、2人は6人目の妻である英国のモデル、ウェンディ・スミス（1966年 - 1980年）との間の子である。

## 死
1980年3月28日に、ロサンゼルスのシダーズ・サイナイ医療センターで肺がんによって死去した。61歳だった。

## ディスコグラフィ

### 78回転アルバム
Dick Haymes Sings – Carmen Cavallaro at the Piano – Irving Berlin Songs (デッカ、1948年)

### オリジナルLPアルバム
- Rain or Shine (1955年)
- Moondreams (1957年)
- Look at Me Now! (1957年)
- Richard the Lion-Hearted – Dick Haymes that is! (1960年)

### コンピレーションLP
- Dick Haymes (1950年代)
- Little White Lies (1958年)
- Dick Haymes – Maury Laws Orchestra / Featuring Cy Coleman (1960年代)
- Love Letters (Dick Haymes)|Love Letters (1960年代)
- Spotlight On – Dick Haymes Sings Romantic Ballads – Featuring Johnny Kay (1960年代)
- Easy (1973年)
- Imagination (1982年) (CDも発売)

### ライヴアルバム
- Dick Haymes Comes Home! (1973年)

## 主な出演作

### 映画・テレビ
- 『ガール・クレイジー』 (1943年) (クレジットなし)
- 『ステート・フェア』 (1945年) – ウェイン・フレイク
- 『堕ちた天使』 (1945年) – 本人
- 『ワーズ&ミュージック』 (1948年) – 本人
- 『スクリーン・スナップショット』 – Hollywood Fun Festival (1952年) – 司会者
- 『特捜隊アダム12』 (1974年) (TV)
- 『名犬ウォン・トン・トン』 (1976年) – James Crawford

### ミュージカル
- Miss Liberty (ダラス・シアター、1951年)

### ラジオ番組
- The Dick Haymes Show （1944年-48年）
- Lux Radio Theatre - Irish Eyes Are Smilingの回（1948年）[16]
- Screen Guild Players - 短編 Up in Central Park （1948年）[17]
- ラジオドラマ Suspense - Pigeon in the Cage （1953年）[18]

## 主なヒット曲
- "A Sinner Kissed an Angel" 共演ハリー・ジェイムス（1941年）
- "Serenade in Blue" 共演ベニー・グッドマン（1942年）
- "You'll Never Know" （1943年）
- "I Heard You Cried Last Night" （1943年）
- "I'll Get By (As Long as I Have You)" 共演ハリー・ジェイムス（1944年）
- "Long Ago (and Far Away)" 共演ヘレン・フォレスト（1944年）
- "The More I See You" （1945年）
- "Love Letters" （1945年）
- "It Might as Well Be Spring" （1945年）
- "I'm Always Chasing Rainbows" 共演ヘレン・フォレスト（1946年）
- 「降っても晴れても」 "Come Rain or Come Shine" 共演ヘレン・フォレスト（1946年）
- 「ショウほど素敵な商売はない」 "There's No Business Like Show Business" 共演ビング・クロスビー&アンドリューズ・シスターズ（1947年）
- "Little White Lies" （1948年）
- "Nature Boy" （1948年）
- "The Old Master Painter" （1949年）
- "Count Every Star" 共演アーティ・ショウ（1950年）